# جايسون جونز (منتج أفلام)
جايسون جونز (بالإنجليزية: Jason Jones)‏ هو منتج أفلام أمريكي، ولد في 9 أكتوبر 1971 في شيكاغو في الولايات المتحدة.